# Torgau-Oschatz
Torgau-Oschatz là một huyện cũ (Kreis) ở Bang tự do Saxony, Đức. Các huyện giáp ranh (từ phía bắc theo chiều kim đồng hồ) là: Wittenberg ở Saxony-Anhalt, huyện Elbe-Elster ở Brandenburg, và các huyện Riesa-Großenhain, Döbeln, Muldentalkreis và Delitzsch.
Sông chính chảy qua huyện này là sông Elbe.

## Lịch sử
Huyện được thành lập năm 1994 thông qua việc sáp nhập hai huyện cũ Oschatz và Torgau, cùng 6 đô thị từ huyện cũ Eilenburg. Tháng 8 năm 2008, trong cuộc cải cách các huyện ở Saxony, các huyện Delitzsch and Torgau-Oschatz được sáp nhập vào huyện mới Nordsachsen.

## Các thị xã và đô thị
| Thị xã | Verwaltungsgemeinschaften | Đô thị tự do                                                                          |
| --- | --- | ------------------------------------------------------------------------------------- |
| 1. Belgern 2. Dahlen 3. Dommitzsch¹ 4. Mügeln 5. Oschatz 6. Schildau 7. Torgau¹ ¹ Được quản lý trong 1 Verwaltungsgemeinschaft | 1. Beilrode 1. Arzberg 2. Beilrode 3. Großtreben-Zwethau 2. Dommitzsch 1. Dommitzsch 2. Elsnig 3. Trossin 3. Torgau 1. Torgau 2. Dreiheide 3. Pflückuff 4. Zinna | 1. Cavertitz 2. Liebschützberg 3. Mockrehna 4. Naundorf 5. Sornzig-Ablaß 6. Wermsdorf |